# Джон Френсіс Брей
Джон Френсіс Брей (John Francis Bray; 1809—1895) — англійський економіст, соціаліст-утопіст, послідовник Роберта Оуена.
Брей у своїх творах критикував капіталістичні суперечності, але був противником політичної боротьби, створював утопічні проекти суспільних перетворень. Він проповідував можливість перетворення капіталістичого ладу шляхом організації робітничих продуктивних асоціацій, спеціальних базарів, банків «справедливого обміну» і проведенням інших економічних реформ. Брей — ідейний попередник Прудона та його послідовників.